# Ufotable CINEMA
ufotable CINEMA（ユーフォーテーブル・シネマ）は、徳島県徳島市の東新町商店街にある映画館である。運営は徳島市内にスタジオを構えるアニメ制作会社のufotable。

## 歴史

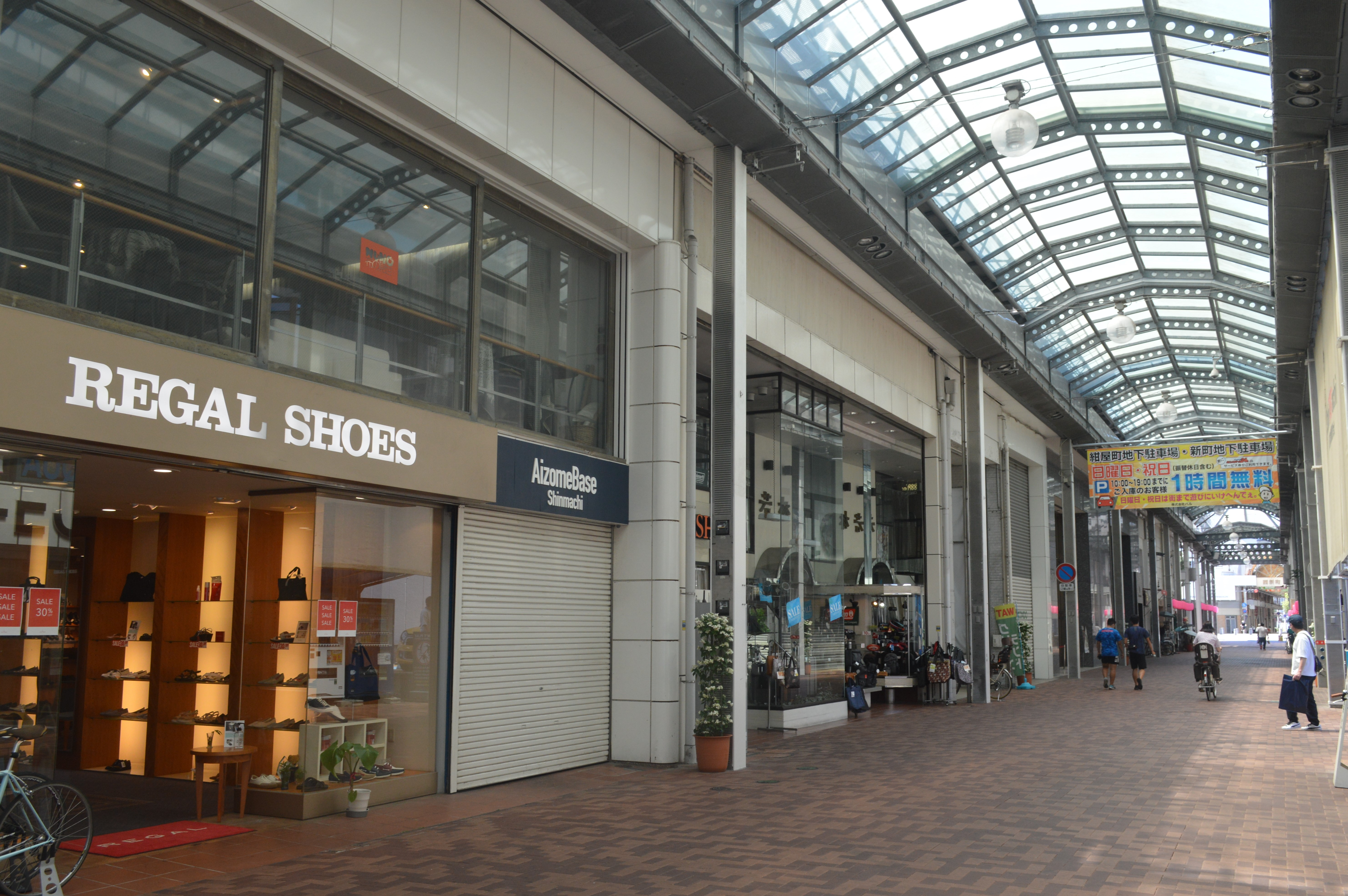
東新町商店街

2012年（平成24年）3月18日、東新町商店街のマクドナルド徳島店跡地にアニメ専門の映画館としてオープン。設計はナカノジロウ建築デザイン事務所、施工は姫野組が行った。
オープンに伴ってそれまでポッポ街商店街にあったアニメイト徳島店が本館地下1階に移転した。オープンには徳島県知事の飯泉嘉門と声優の能登麻美子がゲスト出演した。またアニメ振興を図る文化庁が始めたプロジェクト「アニメミライ」の4作品を先行上映した。
映画館は徳島市内にスタジオを置くアニメ制作会社ufotableが運営する。制作プロダクションが映画館の運営を行うのは日本初である。徳島市出身で代表の近藤光が市活性化に貢献しようと計画した。アニメ専門の映画館ではあるが、アニメ映画以外の映画作品も上演されている。また、3階にはマチ★アソビを運営する「NPO法人マチ★アソビ」の事務所があり、映画館自体もマチ★アソビ開催時にはイベント施設として利用される。
徳島市内の映画館は2003年に徳島東映、2005年に徳島東宝、2006年に徳島ホール、2009年にシネアルテが閉館し、全国で唯一映画館の存在しない県庁所在地となっていたが、6年ぶりに市内中心地に常設の映画館が完成した。2017年4月27日にイオンシネマ徳島（イオンモール徳島内）がオープンするまでは、徳島市内唯一の常設映画館であった。

## 館内
B1
- アニメイト徳島店

1F

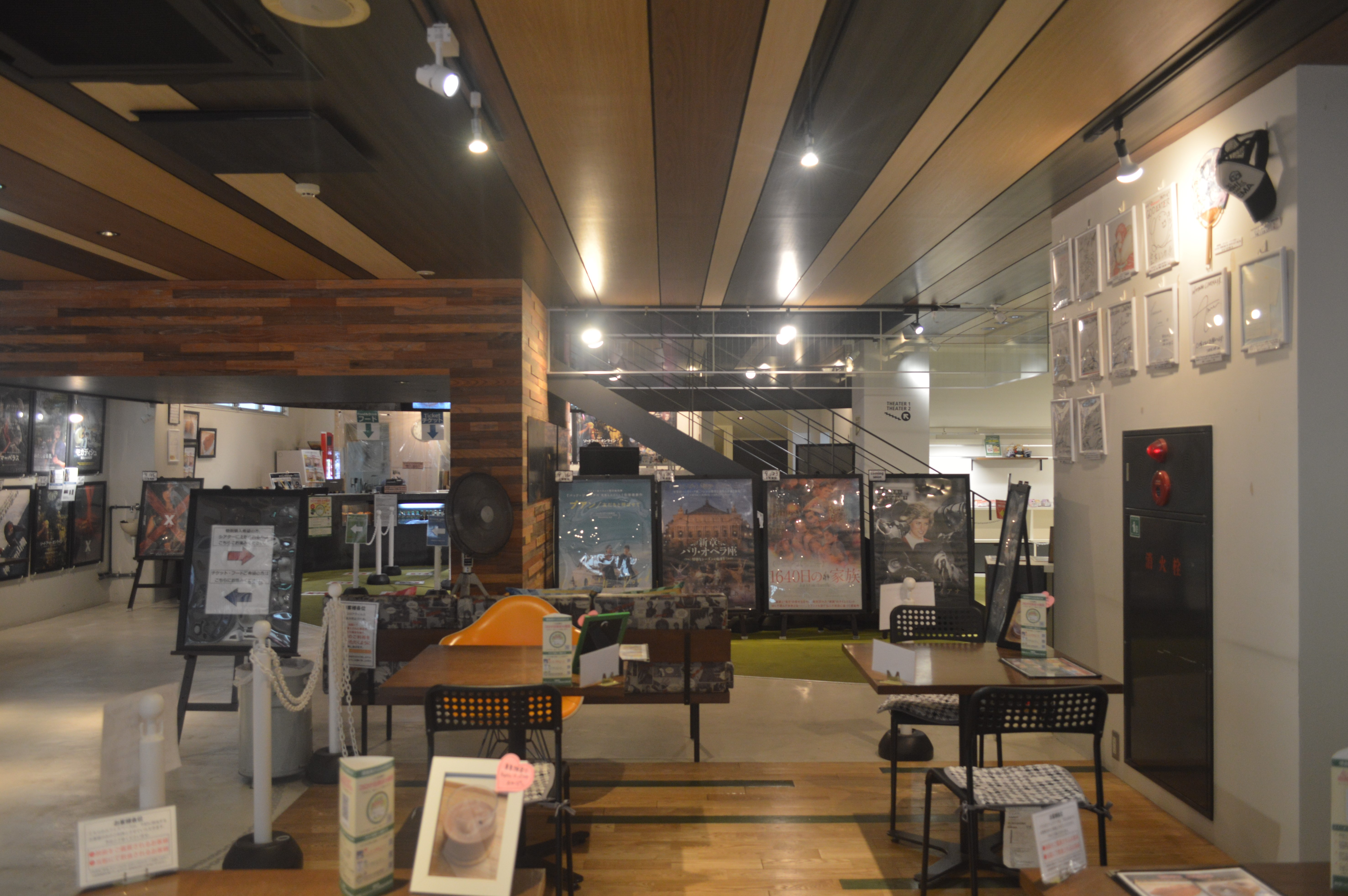
館内

- フロントデスク、フードコーナー、グッズコーナー、カフェスペース

2F
- シアター1、シアター2

3F
- NPO法人マチ★アソビ 事務所

## 交通
- 四国旅客鉄道（JR四国）高徳線・牟岐線徳島駅より徒歩約5分。
- 徳島市営バス「新町」より徒歩すぐ。